# Hede Beck
Hede Beck (* 1958 in Heubach) ist eine deutsche Schauspielerin, Hörspiel- und Synchronsprecherin.

## Leben
Hede Beck wurde von 1977 bis 1981 beim Schauspielstudio Gmelin in München ausgebildet. Danach spielte sie am Theater Regensburg und gründete 1988 ihr eigenes Ensemble, „Die Tödeste Schwänin“. Ab 1989 hatte sie ein Festengagement am Theaterhaus Stuttgart und ab 1995 am Meta Theater Moosach.
Ab 2013 wurde sie als Synchronsprecherin tätig und wirkte als Sprecherin für den SWR an diversen Hörspielen mit.

## Filmografie (Auswahl)
- 2003: Tatort: Der Schächter
- 2008: Tatort: Hart an der Grenze
- 2016: Dolores
- 2016: Die Akte General
- 2016: Wir sind die Flut
- 2017: Die Herberge (Kurzfilm)
- 2018: Spätwerk
- 2018: Labaule & Erben (Miniserie, 4 Folgen)
- 2019: Die Bestatterin – Der Tod zahlt alle Schulden
- 2020: Endjährig
- 2021: Die Vergesslichkeit der Eichhörnchen
- 2022: Zum Tod meiner Mutter
- 2025: Tatort: Der Stelzenmann

## Hörspiele (Auswahl)
- 2014: Cornelia Funke: Herr der Diebe (3 Teile) (Esther Hartlieb) – Bearbeitung und Regie: Robert Schoen (Hörspielbearbeitung – SWR/NDR)
- 2015: Roland Weis: Bierleichen (Erzählerin) – Bearbeitung und Regie: Tobias Krebs (Hörspielbearbeitung, Kriminalhörspiel – SWR)
- 2015: Daniel Pennac: Die Malaussène-Trilogie (Alte Dame (Statistin)) – Regie: Philippe Bruehl (Hörspielbearbeitung, Kriminalhörspiel – SWR)
- 2016: Hugo Rendler: Radio-Tatort: Sterben kann jeder (Frau Angerer) – Regie: Mark Ginzler (Original-Hörspiel, Kriminalhörspiel – SWR)
- 2017: Tim Parks: Der ehrgeizige Mr. Duckworth (2. Teil: Mister Duckworth wird verfolgt) (Pflegerin) – Regie: Philippe Bruehl (Hörspielbearbeitung, Kriminalhörspiel – SWR)
- 2017: Kathrin Hildebrand: Freundschaft, das ist wie Heimat (Almas Mutter) – Regie: Günter Maurer (Originalhörspiel, Mundarthörspiel – SWR)
- 2018: Brigitte Glaser: Bühlerhöhe (2 Teile) (Gerda + Dame 1) – Regie: Günter Maurer (Hörspielbearbeitung, Mundarthörspiel – SWR)
- 2019: Maria Beig: Rabenkrächzen (Ältere Schwester) – Bearbeitung und Regie: Felicitas Ott (Hörspielbearbeitung, Mundarthörspiel – SWR)

Quelle: ARD-Hörspieldatenbank